# Goradze
Goradze (auch Gorasdze, polnisch Górażdże) ist ein Ort in der Stadt- und Landgemeinde Gogolin im Powiat Krapkowicki der Woiwodschaft Opole in Polen.

## Geographie
Das Straßendorf Goradze liegt sechs Kilometer nördlich von Gogolin, neun Kilometer nordöstlich von Krapkowice (Krappitz) und 16 Kilometer südlich von Opole (Oppeln) in der Nizina Śląska (Schlesische Tiefebene) inmitten eines weitläufigen Waldgebietes. Durch Goradze verläuft die Bahnstrecke Kędzierzyn-Koźle–Opole.
Nachbarorte von Goradze sind im Westen Chorulla (Chorula) und im Süden Gogolin.

## Geschichte

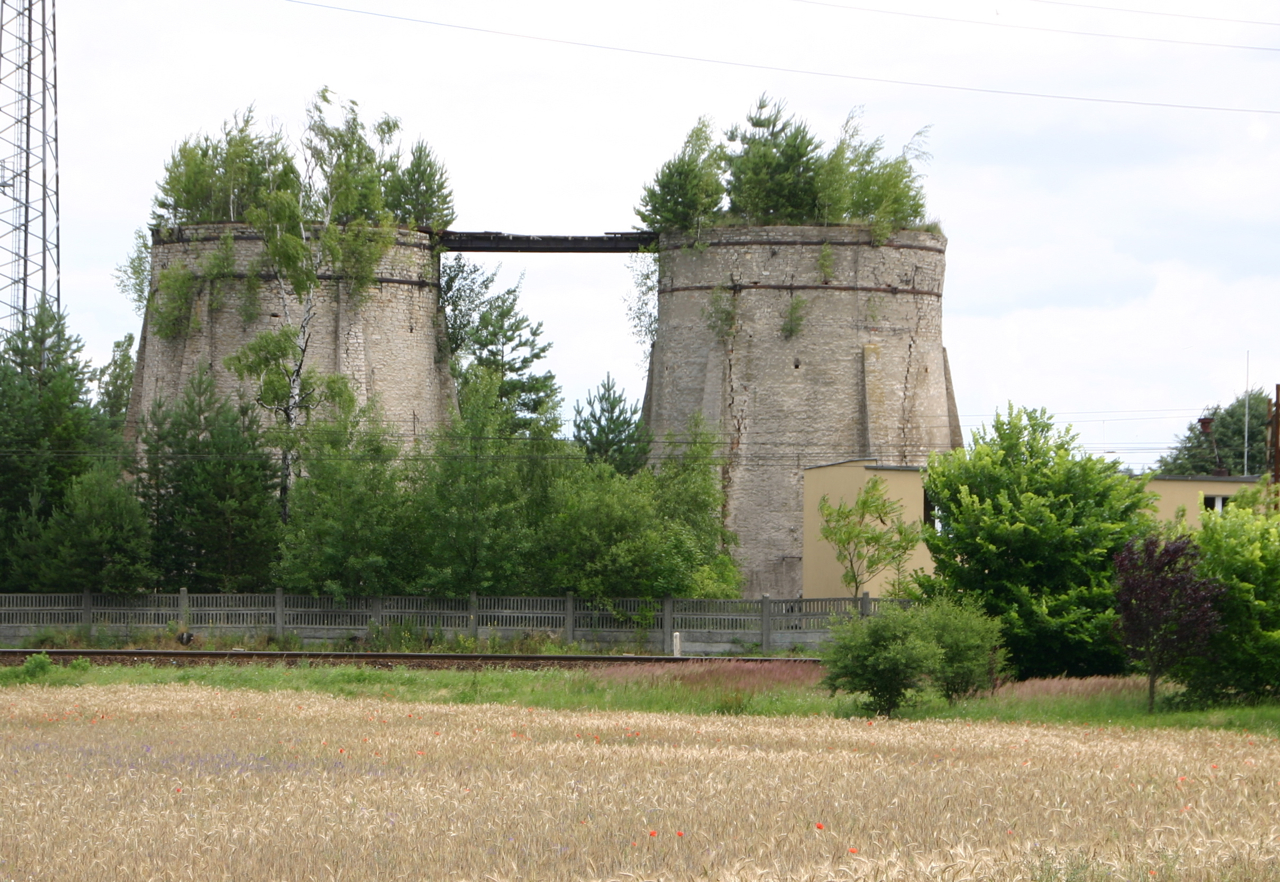
Kalköfen

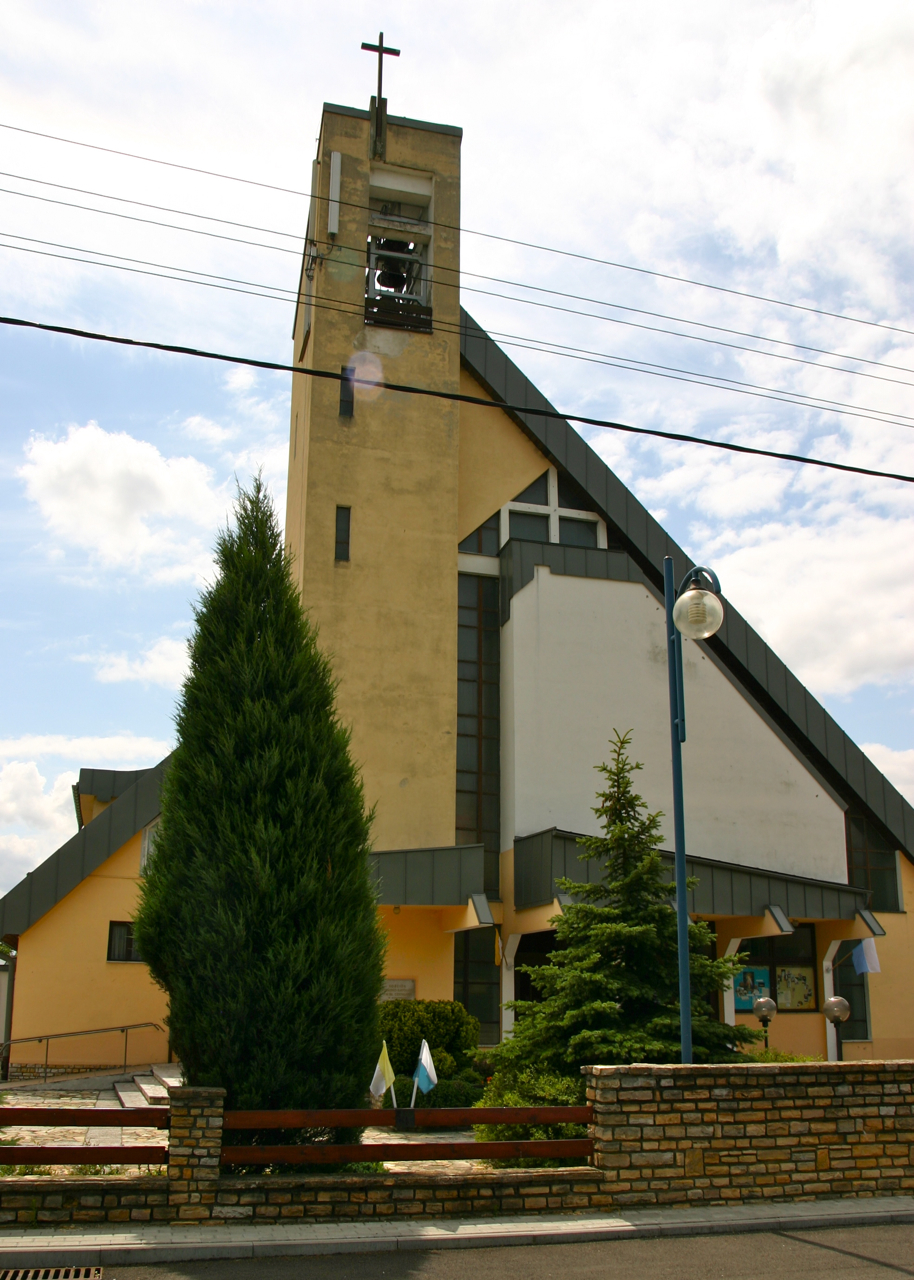
Kirche St. Ceslaus

Der Ort wurde 1297 erstmals urkundlich als Gorazdz erwähnt.
Nach der Neuorganisation der Provinz Schlesien gehörte die Landgemeinde Goradze ab 1816 zum Landkreis Groß Strehlitz im Regierungsbezirk Oppeln. 1845 wurde die bei Goradze verlaufende Eisenbahnstrecke Oppeln–Kandrzin eröffnet, die seit 1935 in Goradze einen Bahnhof hat. 1845 bestanden in Ort ein Vorwerk, zwei Kalköfen, eine Försterei, ein Kalksteinbruch und 14 Häuser. Im gleichen Jahr zählte Goradze 144 Einwohner, allesamt katholisch. 1865 hatte der Ort neun Gärtner, sechs Häusler und eine Kalkbrennerei. Eingepfarrt waren die Bewohner nach Groß Stein. 1874 wurde der Amtsbezirk Gogolin gegründet, welcher die Landgemeinden Dombrowka, Gogolin, Goradze und Sacrau und die Gutsbezirke Dombrowka, Gogolin Vorwerk, Goradze Vorwerk und Oberhof umfasste.
Bei der Volksabstimmung in Oberschlesien am 20. März 1921 stimmten 157 Wahlberechtigte für einen Verbleib bei Deutschland und 117 für Polen, im Gutsbezirk Goradze stimmten 28 Personen für Deutschland und 32 für Polen. Goradze verblieb beim Deutschen Reich. 1933 lebten im Ort 561 Einwohner. Am 26. September 1935 wurde der Ort in Waldenstein umbenannt. 1939 hatte der Ort 634 Einwohner. Bis 1945 befand sich der Ort im Landkreis Groß Strehlitz.
Infolge des Zweiten Weltkrieges wurde der Ort 1945 unter polnische Verwaltung gestellt, wurde in Górażdże umbenannt und der Woiwodschaft Schlesien angeschlossen. 1950 kam der Ort zur Woiwodschaft Opole. Von 1984 bis 1989 wurde die Kirche erbaut. 1999 kam der Ort zum Powiat Krapkowicki. Am 30. April 2010 erhielt der Ort zusätzlich den amtlichen deutschen Ortsnamen Goradze.

## Sehenswürdigkeiten
- Die römisch-katholische Kirche St. Ceslaus (poln. Kościół bł. Czesława) wurde zwischen 1984 und 1989 errichtet.
- Die zwei Kalk- und Hochöfen wurde 1823 errichtet. Beide stehen seit 1987 unter Denkmalschutz.[8]
- Kapelle
- moderner Bildstock
- Wegkreuze

## Vereine
- Deutscher Freundschaftskreis
- Freiwillige Feuerwehr OSP Górażdże